# Henk Krist
Henk Krist (Leeuwarden, 3 januari 1952) is een Nederlandse kunstschilder.

## Leven en werk
Krist werd in 1952 in Leeuwarden geboren. Aanvankelijk was hij na zijn HBS-opleiding in Leeuwarden werkzaam in de psychiatrie. Daarnaast schilderde hij. Zijn opleiding tot beeldend kunstenaar kreeg hij aan de toenmalige Academie Vredeman de Vries in Leeuwarden. In 1983 werd zijn werk voor het eerst tentoongesteld. Daarna exposeerde hij in meerdere plaatsen verspreid over Nederland en in Gent in België. De schilderijen van Krist zijn figuratief. Zijn oeuvre bestaat voornamelijk uit landschappen en afbeeldingen van tragische en eenzame mensfiguren. In 2009 werd in Museum Willem van Haren te Heerenveen en in de "De Roos van Tudor" in Leeuwarden een overzichtstentoonstelling van zijn werk gehouden.

## Galerij

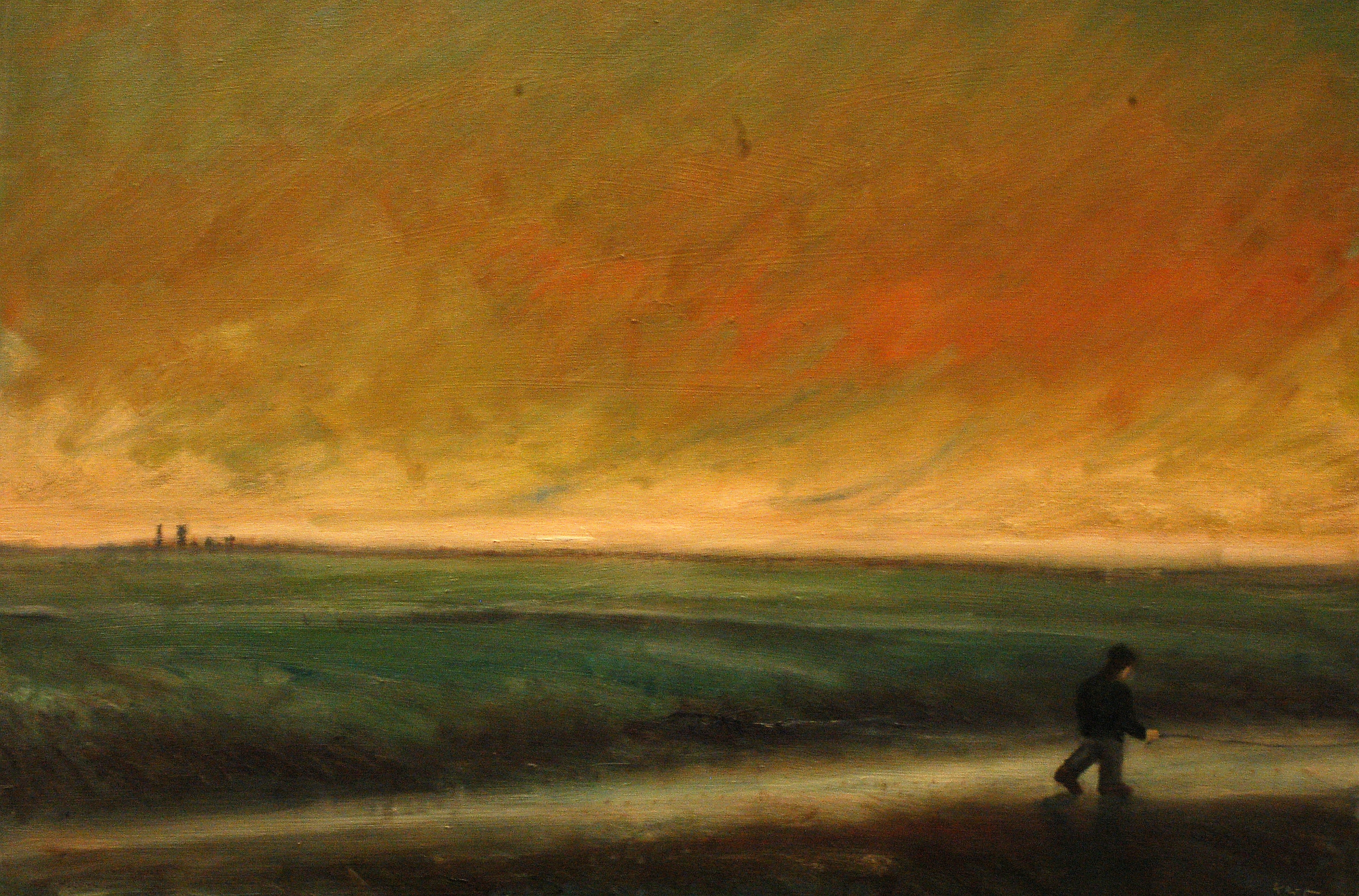
Avondwandeling bij de Zwette